# Ciałka Hassalla

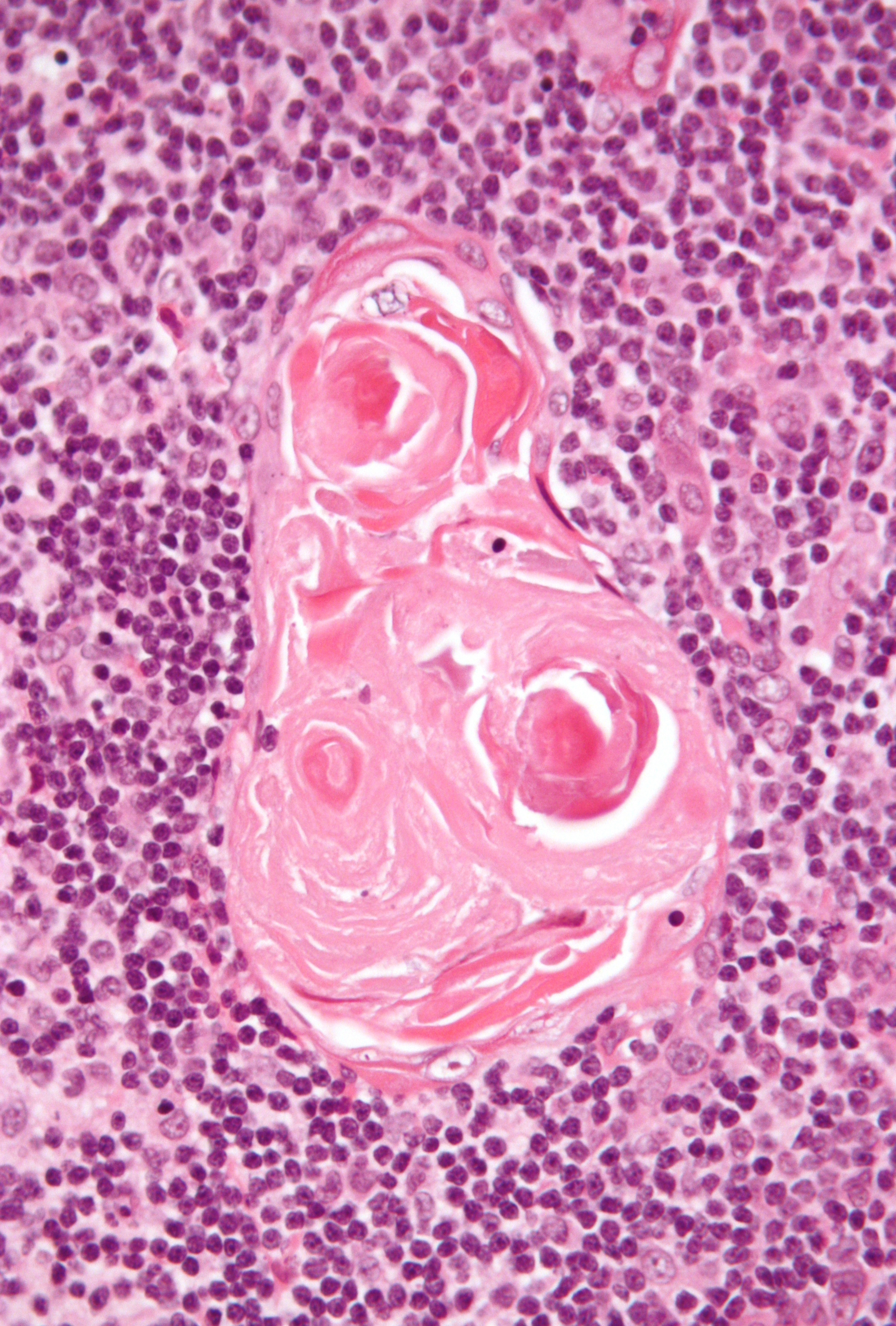
Ciałko Hassalla

Ciałka Hassalla – drobne, kuliste struktury, obecne tylko w części rdzennej grasicy, utworzone przez zdegenerowane i zebrane w grupy komórki nabłonkowe. Pojawiają się już w życiu płodowym, a ich liczba wzrasta do okresu dojrzałości płciowej. Ich funkcja nie jest w pełni znana. Prawdopodobnie mogą być miejscem rozpadu limfocytów oraz zachodzenia procesów wydzielniczych grasicy. Opisał je Arthur Hill Hassall w 1849 roku.
Zbudowane z koncentrycznie ułożonych, spłaszczonych komórek nabłonkowych, wykazujących często cechy rogowacenia. Komórki tych ciałek produkują cytokiny i współpracując z obecnymi w rdzeniu komórkami dendrytycznymi indukują różnicowanie się limfocytów Treg.